# Павел (Павловский)
Архиепи́скоп Па́вел (в миру Пётр Андреевич Павловский; 7 (19) января 1865, Архангельск — 24 ноября 1937) — епископ Русской православной церкви, архиепископ Иркутский.

## Биография
В 1885 году окончил Архангельскую духовную семинарию и рукоположён в сан иерея с назначением к Спасо-Прилуцкому приходу Архангельского уезда..
В 1896 году назначен миссионером-проповедником Архангельской епархии и пробыл в этой должности до 1917 года.
В 1915 году пострижен в монашество и определён в число братий Архангельского монастыря.
3 февраля 1917 года определено быть епископом Пинежским, викарием Архангельской епархии.
19 марта 1917 года в Петрограде хиротонисан во епископа Пинежского, викария Архангельской епархии. По сообщению Всероссийского церковно-общественного вестника имеет орден Святой Анны III степени.
В 1920 году арестован и приговорён к расстрелу, приговор заменён пятилетним заключением.
С 1926 года — епископ Старицкий, временно управляющий Тверской епархией.
В мае 1926 году назначен епископом Уральским и Покровским. С 1929 года — епископ Уральский с местожительством в Уральске.
С 2 апреля 1929 года — епископ Челябинский.
С 11 августа 1931 года — епископ Енисейский и Красноярский.
4 апреля 1933 года возведён в сан архиепископа.
С 11 июня 1933 года — архиепископ Иркутский.
16 сентября 1935 года награждён бриллиантовым крестом для ношения на клобуке.
В сентябре 1937 года арестован. Умер 24 ноября 1937 года в тюрьме.
Реабилитирован посмертно 15 июня 1992.